# 4428 Khotinok
4428 Khotinok eller 1977 SN är en asteroid i huvudbältet som upptäcktes den 18 september 1977 av den rysk-sovjetiske astronomen Nikolaj Tjernych vid Krims astrofysiska observatorium på Krim. Den har fått sitt namn efter den sovjetisk-ryske astronomen Roman Chotinok (1928–2016).
Asteroiden har en diameter på ungefär sex kilometer.